# Tubolaimoides bullatus
Tubolaimoides bullatus is een rondwormensoort uit de familie van de Tubolaimoididae.